# Пилинский, Янош
Я́нош Пили́нский (венг. Pilinszky János; 27 ноября 1921, Будапешт — 27 мая 1981, там же) — венгерский поэт.

## Биография
Учился в католической школе, не закончил Будапештского университета. Начал публиковаться в 1938. Осенью 1944 был мобилизован и отправлен в Германию, где вскоре — во время операции войск союзников в долине Рейна — вместе с товарищами попал в один из беженских лагерей UNRRA. В таких лагерях он работал, дожидаясь отправки на родину — на правах «перемещенного лица», «ди-пи», а не военнопленного. Вернулся в Венгрию в ноябре 1945. В 1946—1947 сотрудничал с журналом «Újhold» («Новолунье»), но не вписывался в формирующуюся литературу социалистической Венгрии. В 1947—1948 был стипендиатом в Риме, с 1957 регулярно писал короткие эссе для католического еженедельника «Új Ember» («Новый человек»). В 1960—1970-х годах выступал с чтением своих стихов в странах Европы и США. Сотрудничал с кинорежиссёром Дьюлой Мааром, который позже создал несколько документальных фильмов о поэте.

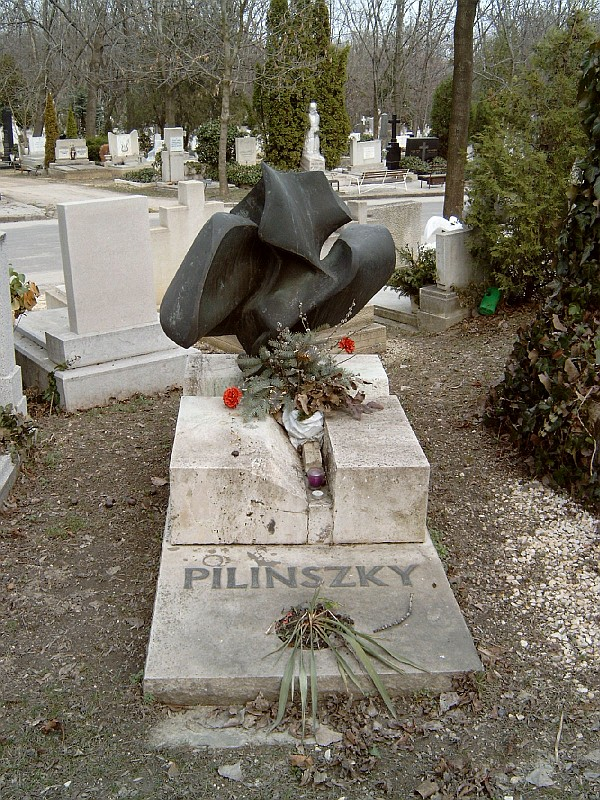
Могила Яноша Пилинского

## Творчество и признание
В скупых по объему (чаще всего — в несколько строк), лапидарных по форме, предельно экспрессивных стихах, насыщенных метафорами гибельных испытаний, краха, второго рождения, поисками подлинной общности людей и живой связи с запредельным, выразилось эсхатологическое переживание катастроф XX столетия, опыт Освенцима и ГУЛАГа. Настольными для Яноша Пилинского были романы Достоевского, к чьим образам он не раз обращался в стихах, книги Симоны Вейль, с которыми он познакомился во Франции в первой половине 1960-х годов и которые перевел на венгерский.
Сам Пилинский писал об этом так: «По душе я хотел бы принадлежать к арьергарду в смысле, какой вкладывал в это слово Достоевский, — как и все по-настоящему современные художники, которые всегда в той или иной форме являются изгоями в сиюминутной жизни, тогда как другие в лучшем случае — простодушными игрушками дня. Боюсь, что искусство нового времени позавидовало точности естественных наук. С тех пор мы только и делаем, что говорим о стиле: все то, что в науке ведет к безграничной уверенности в себе, в литературе становится лишь искусством стиля. Достоевский был плохим стилистом, его фразы тяжеловесны и падают куда придется. Но в них есть подлинная весомость, и они падают туда, где им и место».
В 1960-х годах Пилинский получает признание за пределами Венгрии. На английский язык его стихи переводит Тед Хьюз, на французский — Пьер Эмманюэль и Лоран Гаспар, на шведский — Тумас Транстрёмер; четыре романса на его стихи пишет в 1973—1975 годах Дьёрдь Куртаг. Поворотной точкой в судьбе Пилинского стал парижский спектакль американского режиссёра-авангардиста Роберта Уилсона «Взгляд глухого» (1971) и знакомство тогда же с актрисой Шерил Саттон, воображаемая переписка с которой легла в основу его романа-диалога. Янош Пилинский был удостоен премий Ференца Баумгартена (1947), Аттилы Йожефа (1971), Лайоша Кошута (1980). Произведения Пилинского переведены на английский, французский, немецкий, испанский, итальянский, нидерландский, норвежский, финский, польский и чешский языки. Музыку на его стихи писали Аттила Бозай, Иштван Ланг, Филип Баллу, Брюно Мантовани.
Роль Пилинского в отечественной и мировой поэзии подытожила дружившая с ним венгерская поэтесса Агнеш Немеш Надь:

«Пилинский непохож на других. Непохож каждый, но иные все-таки особенно. В этом смысле Пилинский не похож ни на кого ни в венгерской, ни в мировой поэзии; иными словами, он по-настоящему непохожая, глубоко отклоняющаяся от нормы, редкая и невозможная особь, белая ворона, элемент, которому нет места в периодической системе. Когда он шел по улице, какой-нибудь из темных будапештских улиц пятидесятых годов в своем кургузом, слишком узком в шагу пальто, он шел как гонимая легенда. Он и был ею. Гонимой легендой, изгнанной за пределы литературы и не известной никому; может быть, лишь несколько товарищей по несчастью шептали тогда в катакомбах это имя, передавая его из уст в уста, от одного уха к другому».

## Произведения

### Поэзия
- Trapéz és korlát/ Трапеция и брусья (1946)
- Aranymadár / Золотая птица (Сказки в стихах) (1957)
- Harmadnapon/ В день третий (1959)
- Nagyvárosi ikonok/ Иконы большого города (1970)
- Szálkák/ Занозы (1972)
- Kráter/ Кратер (1976)

### Драматургия
- Rekviem/ Реквием (1964, киносценарий)
- Végkifejlet/ Развязка (1974)

### Проза
- Beszélgetések Sheryl Suttonnal/ Беседы с Шерил Саттон (1977, роман-диалог)
- Szög és olaj/ Гвоздь и миро (1982, эссе)
- A mélypont ünnepélye/ Празднество отчаянья (1984, рассказы и драмы)

### Сочинения
- Összegyűjtött művei. Tanulmányok, esszék, cikkek. I—II./ Szerkesztette stb. Hafner Zoltán. Budapest: Századvég Kiadó, 1993.
- Conversations with Sheryl Sutton: The Novel of a Dialogue. Riverdale-on-Hudson: Sheep Meadow-Carcanet, 1992 .

### Переводы на русский язык
- Стихи// Венгерская поэзия. XX век. М.: Художественная литература, 1982, с.412-421.
- Стихи. Фрагменты интервью// Иностранная литература, 1999, № 8 ( Архивная копия от 9 ноября 2012 на Wayback Machine)
- О некоторых особенностях восточноевропейских культур — в свете мировоззрения Симоны Вейль// Венгры и Европа. Сб. эссе. М.: Новое литературное обозрение, 2002, с. 342—347
- Стихи// Звезда, 2011, № 3 ( Архивная копия от 10 августа 2011 на Wayback Machine)
- Избранное. М.: Водолей, 2012 (венгерские тетради, выпуск 1)
- Сказки. М.: «КомпасГид», 2012
- Беседы с Шерил Саттон. Jaromir Hladik press, СПб. 2019